# 懷特貝爾 (密蘇里州)
懷特貝爾（英語：White Bear），又名懷特萊奇（White Ledge）、貝爾克里克（Bear Creek），是位於美國密蘇里州馬里昂縣的非建制地區。

## 歷史
懷特貝爾的郵局（名為懷特萊奇）於1892年設立，其後於1904年停運。

## 地理
懷特貝爾所處的海拔為高於海平面177米（即581英呎），而該地所採用的時區為UTC-6，即北美中部時區（CST）。同時該地設有夏令時間，為UTC-6調快一小時，即UTC-5（CDT）。